# Girolamo Fracastoro
Girolamo Fracastoro (Fracastorius) (1478 – 6. srpna 1553) byl italský lékař, filosof, astronom a básník. Narodil se v italské Veroně. Byl prvním zastáncem myšlenky, že epidemie jsou způsobeny malými přenosnými částicemi. Popsal příznaky skvrnitého tyfu, dal jméno pohlavně přenosné nemoci syfilis. Je po něm pojmenován měsíční kráter Fracastorius.

## Dílo

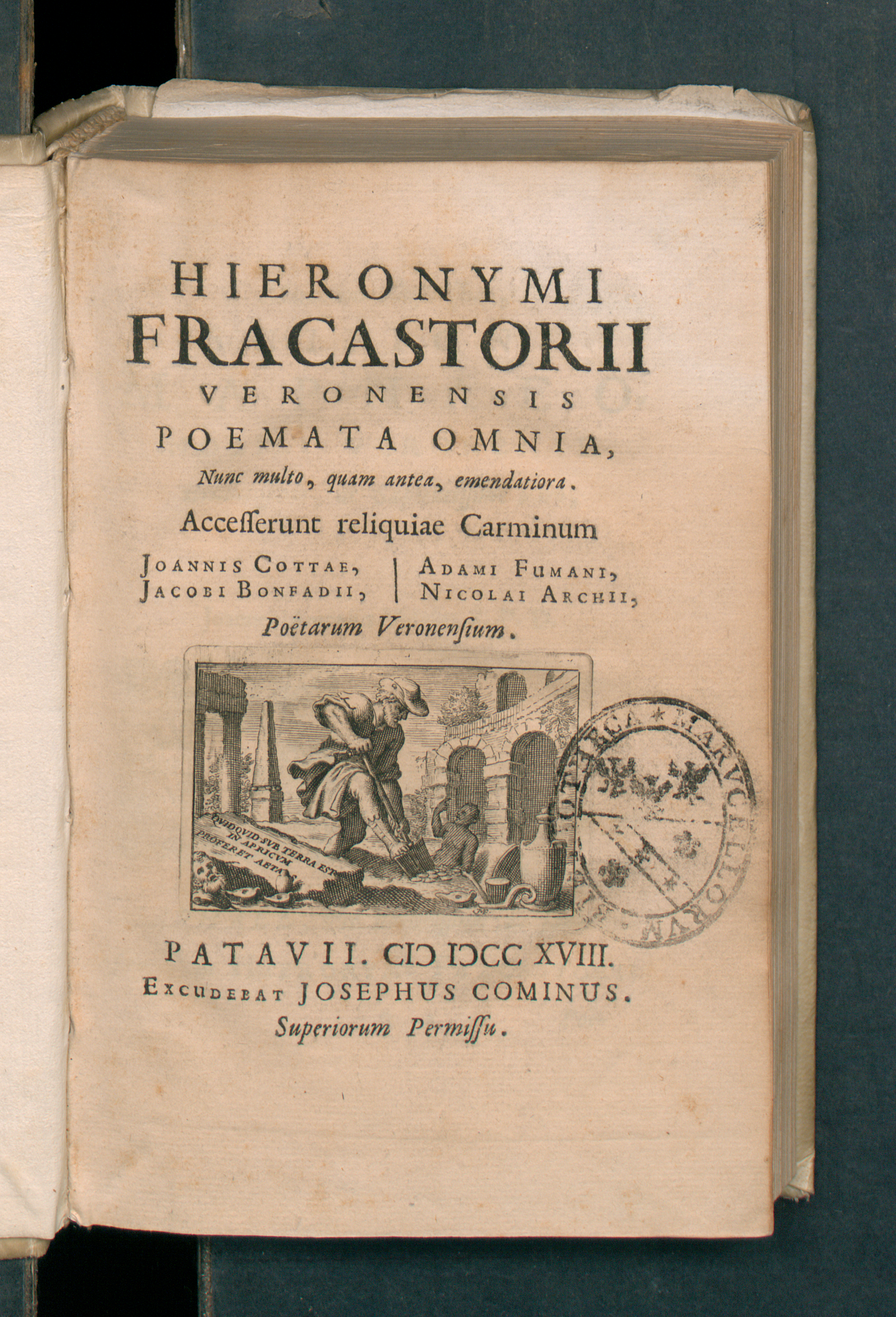
Poemata omnia, 1718

- Syphilidis, sive Morbi Gallici (1530)
- Di Vino Temperatura (1534)
- Homocentricorum sive de Stellis, de Causis Criticorum Dierum Libellus (1535)
- Homocentrica (1538) – v tomto díle se pokusil nahradit Ptolemaiův systém soustavou homocentrických sfér.[1]
- Naugerius sive de Poetica Dialogus (ca 1540)
- De Contagione et Contagiosis Morbis (1546)
- Syphilis sive de morbo gallico (1539, epická báseň, v překladu Syfilis neboli francouzská nemoc)